# Gianluca Scamacca
Gianluca Scamacca, född 1 januari 1999 i Rom, är en italiensk fotbollsspelare (anfallare) som spelar för Atalanta och Italiens landslag. 

## Karriär

### Tidig karriär
Som en produkt av Romas ungdomsakademi gick Scamacca med i PSV Eindhoven i januari 2015. Han gjorde sin professionella debut i Eerste Divisie som spelare för Jong PSV den 22 januari 2016, 17 år gammal, i en bortavinst med 2-1 mot VVV-Venlo, då han ersatte Steven Bergwijn efter 61 minuter.

### Sassuolo
I januari 2017 värvades han av den italienska klubben Sassuolo på ett kontrakt som sträckte sig över fyra och ett halvt år. Den 29 oktober, vid 18 års ålder, gjorde han sin Serie A-debut i en förlust med 3-1 mot Napoli på Stadio San Paolo, när han byttes in som en avbytare för Diego Falcinelli i den 85:e minuten.

#### Utlåningar till Cremonese, PEC Zwolle, Ascoli och Genoa
I januari 2018 gick Scamacca på lån till Serie B-klubben Cremonese. Han gjorde sitt första professionella mål den 14 april 2018 i ligamatchen mot Palermo.
Den 31 augusti 2018 gick Scamacca på lån till Eredivisie-klubben PEC Zwolle. Han gjorde sin debut den 2 september 2018 i den bortavinsten med 1-0 mot Groningen.
Den 13 juli 2019 gick han på lån till Serie B-klubben Ascoli.
Den 2 oktober 2020 gick Scamacca på lån till Serie A-klubben Genoa för säsongen 2020–2021.

#### Återkomst till Sassuolo
Sommaren 2021 återvände Scamacca till Sassuolo, tränad av Alessio Dionisi. Den 17 oktober gjorde han sina första mål för neroverdi, när han gjorde två mål i en bortamatch mot sitt före detta lag Genoa, och hjälpte sitt lag att spela 2–2. Under säsongen 2021–2022 spelade han som startspelare tillsammans med Domenico Berardi och Giacomo Raspadori i anfallet, och avslutade säsongen med 16 ligamål. Han gjorde sin sista framträdande för klubben den 22 maj 2022 i en 3–0-förlust mot AC Milan.

### West Ham United
Den 26 juli 2022 skrev Scamacca på för Premier League-klubben West Ham United på ett femårigt kontrakt med en option för ytterligare ett år. Övergångsavgiften som betalades till Sassuolo rapporterades vara £30,5 miljoner, med ytterligare £5 miljoner i tillägg. En 10% säljandel för den italienska klubben ingick också enligt rapporterna.
Scamacca gjorde sin debut för West Ham och i Premier League när han byttes in som en avbytare för Michail Antonio i den andra halvleken i en hemmaförlust med 2-0 mot Manchester City den 7 augusti 2022. Hans första mål för West Ham kom i hans tredje match, den 18 augusti, i play-off-rundan av UEFA Conference League mot Viborg; han gjorde det första målet i en slutlig vinst med 3-1. Han gjorde sitt första ligamål för klubben i en hemmavinst med 2-0 över Wolverhampton Wanderers den 1 oktober 2022. Han hade en skadedrabbad första säsong med West Ham, inklusive en knäskada som krävde operation. Han gjorde endast tre mål i Premier League och spelade inte för klubben efter mars 2023, vilket innebar att han missade deras vinst i finalen av 2023 UEFA Europa Conference League. Han tillbringade endast en säsong hos West Ham, och gjorde åtta mål på 27 framträdanden, inklusive fem i West Hams seger i finalen av UEFA Europa Conference League 2023.

### Atalanta
Den 7 augusti 2023 gick Scamacca permanent till Atalanta. Den rapporterade avgiften var initialt £22,5 miljoner plus ytterligare £4,3 miljoner i tillägg. Den 2 september gjorde han två mål i en 3–0-seger över Monza, hans första mål för klubben.